# Bernardo Quaranta
Bernardo Quaranta (Napoli, 14 febbraio 1796 – Napoli, 21 settembre 1867) è stato un archeologo ed epigrafista italiano.

## Biografia
Nacque in Napoli il 14 febbraio 1796 dalla nobile famiglia dei Quaranta Baroni di san Severino. Laureato in giurisprudenza, scelse tuttavia di dedicarsi completamente all'archeologia e all'ellenistica. Nel 1816 ottenne infatti la cattedra di archeologia e letteratura greca presso la regia Università degli studi di Napoli, che mantenne fino all'Unità d'Italia, allorché ne fu estromesso.
Il 3 gennaio 1839 fu nominato membro dell'Accademia delle Scienze di Torino.
Divenne segretario perpetuo dell'Accademia Ercolanese, di cui dal 1854 fu soprintendente provvisorio. Fu nominato direttore degli Annali Civili del Regno delle Due Sicilie e del Real Museo Borbonico di Napoli, così come membro della giunta della Pubblica istruzione e della Reale Biblioteca Borbonica. Fu inoltre socio corrispondente delle principali accademie e istituzioni culturali europee come, per citarne alcune, l'Académie des inscriptions et belles-lettres dell'Institut de France, la Société asiatique di Parigi, l'imperial regia Accademia di scienze lettere ed arti di Padova, la Pontificia romana accademia d'archeologia, l'Istituto di corrispondenza archeologica ecc. Venne anche insignito da Pio IX della croce di cavaliere di seconda classe dell'Ordine Piano.
Autore di numerose opere di epigrafia greca e latina, come su mosaici e pitture di Pompei e sui papiri di Ercolano, scrisse anche importanti memorie pubblicate, in particolare, sul periodico del Reale Museo Borbonico, nelle quali registrò puntualmente i rinvenimenti nei siti archeologici più importanti di Terra di Lavoro e della Campania in genere. La sua ampia produzione contemplò anche opere a carattere letterario, poetico e anche medico, che tuttavia mai raggiunsero esiti significativi, tanto che la critica, da Francesco De Sanctis a Benedetto Croce, etichettò negativamente l'autore come «onnisciente».

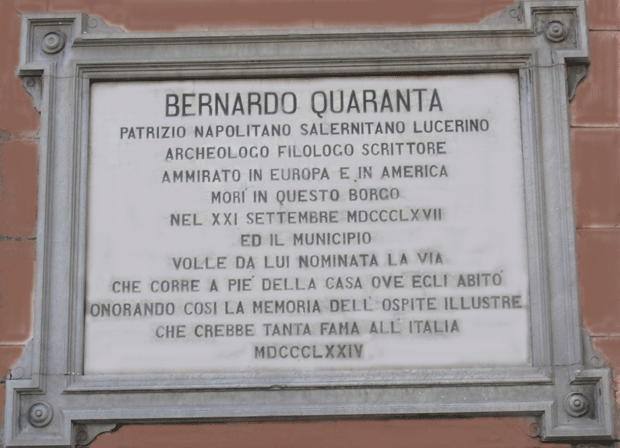
Epigrafe commemorativa a Barra

Bernardo Quaranta morì a Barra, all'epoca comune a sé e oggi quartiere di Napoli, il 21 settembre 1867. L'allora Comune di Barra gli dedicò, nel 1874, la strada in cui aveva vissuto, "Via Bernardo Quaranta" appunto, ove fu apposta un'epigrafe commemorativa. Una via gli è stata intitolata anche a Milano.

## Scritti principali
- Sopra un bronzo antico che si conserva nel Real Museo Borbonico, in «Atti della Società pontaniana», vol. III, Tip. Società Filomatica, Napoli 1819;
- La mitologia di Sileno, Stamp. Reale, Napoli 1828;
- Di quattordici vasi d'argento disotterrati in Pompei nel 1835, Tip. Cioffi, Napoli 1837;
- Telefo allattato da una cerva. Quadro rinvenuto in Ercolano, in «Real Museo Borbonico», Stamp. Reale, Napoli 1843, su google.it.
- Intorno ad un'osca iscrizione incisa nel cippo disotterrato a Pompei nell'agosto del 1851, Stamp. Reale, Napoli 1851.
- Gli scheletri gerocefali in un antico sepolcro di Cuma nel dicembre del 1852, Stab. Tip. Fabricatore, Napoli 1853, su google.it.